# Elodes luteata
Elodes luteata es una especie de coleóptero de la familia Scirtidae.

## Distribución geográfica
Habita en Turquía.